# Kaganu
Le kaganu est le tambour le plus petit et le plus aigu utilisé par les Ewes du Ghana et du Togo, mais le son intègre également des basses. Il mesure environ 20 pouces de hauteur. Comme tous les tambours de brebis[pas clair], le kaganu a une tête de tambour en peau d'antilope ou de cerf. Le corps du tambour est en bois et il est souvent décoré de sculptures. Le kaganu se joue avec deux longs bâtons en bois maigres, généralement avec le batteur assis. Comme le gankokui et l'axatse, son motif ne change pas pendant la durée de la pièce.
Dans la dance Agahu, par exemple, le rythme qu'il joue est deux notes sur les temps forts. Comme Agahu est joué dans le temps 4/4, le kaganu jouait deux notes sur les «et» des temps 1, 2, 3 et 4. Le kaganu donne également de l'énergie et de l'énergie à la musique,. La musique d'Agahu est importante pour la danse. Dans la danse, il y a deux cercles, l'un avec les hommes et l'autre avec les femmes et leurs mouvements sont étroitement liés aux rythmes des percussions des tambours en plomb, un grand tambour en forme de tonneau appelé agboba.